# Monte Bondone
De Monte Bondone is een 2.180 m hoge berg in het uiterste zuiden van de Noord-Italiaanse autonome regio Trentino-Zuid-Tirol. Het is een berg van de Gardameerbergen, deel van de Zuidelijke Kalkalpen. De berg is gelegen in de autonome provincie Trente op het grondgebied van de gemeenten Trente, Vallelaghi, Madruzzo, Cavedine, Garniga Terme en Cimone. De Monte Bondone is een zogeheten ultra-prominente berg en torent 1.679 meter uit boven de nabije bergpas bij Cadine in Trente, met een hoogte van 501 m.

## Sport
In het wielrennen staat deze berg bekend om de prestatie van Charly Gaul op 8 juni 1956, tijdens de 21e etappe (242 km) van de Giro d'Italia van 1956 die startte in Merano. De Luxemburgse klimmer arriveerde meer dan 8 minuten voor de tweede bij de finish na midden in een echte sneeuwstorm te hebben getrapt. Vijf andere keren eindigde de Giro d'Italia hier een etappe. Wielerwedstrijden worden beslecht door de beklimming van de noordelijke helling van de Monte Bondone vnuit Montevideo bij Trente langs het tracé van de SP85 del Monte Bondone.
| Editie | Etappe | Parcours                         | km  | Etappewinnaar     | Maglia Rosa     |
| ------ | ------ | -------------------------------- | --- | ----------------- | --------------- |
| 1956   | 21     | Merano > Monte Bondone           | 242 | Charly Gaul       | Charly Gaul     |
| 1957   | 18     | Como > Monte Bondone             | 242 | Miguel Poblet     | Gastone Nencini |
| 1978   | 17     | Cavalese > Monte Bondone         | 205 | Wladimiro Panizza | Johan De Muynck |
| 1992   | 14     | Corvara in Badia > Monte Bondone | 205 | Giorgio Furlan    | Miguel Indurain |
| 2006   | 16     | Rovato > Monte Bondone           | 173 | Ivan Basso        | Ivan Basso      |
| 2023   | 16     | Sabbio Chiese > Monte Bondone    | 203 | João Almeida      | Geraint Thomas  |

De vierde en slotetappe van de Ronde van Trentino 2014 op 25 april 2014 werd ook afgelegd tussen Val Daone en de Monte Bondone. De 175 km etappe werd gewonnen door de Spanjaard Mikel Landa en de Australiër Cadel Evans behield de eerste plaats en behaalde de eindoverwinning.
Het kleine skigebied van de Monte Bondone was onder meer het strijdtoneel van de Winteruniversiade 2013 waar de disciplines van freestyleskiën en snowboarden op de bergflanken werden beslecht. Op 1 februari 1967 werd op deze pistes de slalom voor de vrouwen van de wereldbeker alpineskiën gehouden, gewonnen door Burgl Färbinger uit Duitsland.